# Pachydillo rhodesiensis
Pachydillo rhodesiensis är en kräftdjursart som först beskrevs av Barnard 1932.  Pachydillo rhodesiensis ingår i släktet Pachydillo och familjen Armadillidae. Inga underarter finns listade i Catalogue of Life.